# منذر قحف
محمد منذر قحف (عربی: منذر القحف)(انگلیسی: Monzer Kahf) (متولد ۱۹۴۰م/ ۱۳۱۹خ) اقتصاددان و استاد سوری-آمریکایی در حوزه اقتصاد و مالیه اسلامی است. او دکترای اقتصاد خود را در سال ۱۹۷۵(۱۳۵۴) از دانشگاه یوتا دریافت کرد و فعالیت‌های علمی بسیاری در توسعه اقتصاد و مالیه اسلامی ایفا کرده است. قحف به عنوان کارشناس همکار در آکادمی فقه اسلامی، مشاور صندوق بین‌المللی پول (IMF) در زمینه مالیه اسلامی، رئیس تحقیقات در مؤسسه تحقیقات و آموزش اسلامی بانک توسعه اسلامی (IRTI-IDB)، اقتصاددان ارشد پژوهشی، و مدیر مالی انجمن اسلامی آمریکای شمالی فعالیت داشته است.
او نویسنده ۳۵ کتاب و بیش از ۷۵ مقاله علمی و همچنین مشارکت‌کننده در نگارش مدخل‌های دایرةالمعارفی و مقالات کنفرانسی درباره اوقاف، زکات، بانکداری اسلامی و دیگر موضوعات مرتبط با اقتصاد اسلامی است.
قحف علاوه بر تدریس، به‌عنوان مشاور و مدرس در زمینه‌های بانکداری و مالیه اسلامی، زکات، اوقاف، ارث اسلامی، برنامه‌ریزی املاک اسلامی، حقوق خانواده اسلامی و سایر موضوعات مرتبط فعالیت دارد. او در حال حاضر استاد اقتصاد و مالیه اسلامی در دانشکده اقتصاد و مدیریت دانشگاه صباح‌الدین زعیم استانبول، ترکیه است.

## دیدگاه‌ها
منذر قحف بر این باور است که اقتصاد اسلامی باید به‌عنوان شاخه‌ای از مطالعه تمدن و جامعه بشری تعریف شود و نیازی به افزودن قید «اسلامی» به آن وجود ندارد. او معتقد است که این قید ممکن است به اشتباه این تصور را ایجاد کند که قوانین اقتصادی مورد بحث، تنها به جوامع مسلمان محدود است، در حالی که هدف علم اقتصاد، کشف قوانین جهان‌شمولی است که رفتار اقتصادی تمام انسان‌ها را تبیین کند. قحف در این زمینه به ابن‌خلدون اشاره می‌کند که در تعریف علم‌ «عمران»، بر شمولیت و کلیت آن تأکید داشت و آن را علمی برای کل بشریت می‌دانست، نه صرفاً جوامع اسلامی.
با این حال، قحف بر این نکته تأکید دارد که نظریه اقتصادی غربی، به دلیل ریشه‌های تاریخی خود در سنت‌های یهودی-رومی، از توضیح جامع رفتار انسانی ناتوان است، زیرا فاقد دانش حاصل از وحی و متأثر از ارزش‌های خاص فرهنگی است. او پیشنهاد می‌کند که اقتصاددانان مسلمان دو وظیفه اصلی دارند: استخراج نظام اقتصاد اسلامی و بازنگری در نظریه اقتصاد سنتی. از دیدگاه او، علم اقتصاد اسلامی را می‌توان به‌عنوان زیرشاخه‌ای از علم اقتصاد در نظر گرفت که بر نظام اقتصادی اسلام و تأثیر آن بر متغیرها و تصمیمات اقتصادی تمرکز دارد، اما این به معنای نفی روش‌های علمی و تحلیلی اقتصاد مدرن نیست.

## آثار[۵]

### کتاب
- المواد العلمية لبرنامج التدریب علی تطبیق الزکاة في المجتمع الإسلامي المعاصر، البنک الاسلامی للتنمیه، المعهد الاسلامی للبحوث و التدریب،مملکةالعربیةالسعودیه، ۱۴۲۲ق(۲۰۰۱م).[۶]
- الإيرادات العامة للدولة في صدر الإسلام وتطبيقاتها المعاصرة، البنک الاسلامی للتنمیه، المعهد الاسلامی للبحوث و التدریب،مملکةالعربیةالسعودیه، ۱۴۲۱ق(۲۰۰۰م).[۷]

- الوقف الاسلامی: تطوره، ادارته، تنمیته، دارالفکر المعاصر، دمشق، ۱۴۲۱ق (۲۰۰۰م).[۸]
- السیاسات المالیه دورها و ضوابها فی الاقتصاد الاسلامی، دمشق، دارالفکر؛ بیروت، دارالفکر المعاصر، ۱۴۱۹ق (۱۹۹۹م)
- النصوص الاقتصادیة من القرآن و السنة، مرکز النشر العلمی لجامعة الملک عبدالعزیز، جده، مملکةالعربیةالسعودیه، ۱۴۱۵ق(۱۹۹۵م).[۹]
- مفهوم التمويل في الاقتصاد الاسلامي، البنک الاسلامی للتنمیه، المعهد الاسلامی للبحوث و التدریب،مملکةالعربیةالسعودیه، ۱۹۹۱م.[۱۰]
- الاقتصاد الإسلامی دراسه تحلیلیه للفعالیه الاقتصادیه فی مجتمع یبتنی النظام الاقتصادی الإسلامی، نشر دارالقلم ، کویت، ۱۳۹۹ق (۱۹۷۹م).[۱۱]

### ترجمه به فارسی
- ابزارهای مواجهه با کسری بودجه در اقتصاد اسلامی، ترجمه: محمد نعمتی، مهدی موحدی، محمدجواد رضایی، تهران، انتشارات دانشگاه امام صادق، ۱۳۸۹.[۱۲]
- سیاست‌های مالی و نقش آن در نظام اسلامی، ترجمه: مهدی لطیفی، قم، انتشارات مؤسسه آموزشی امام خمینی، ۱۳۷۸.
- مقدمه‌ای بر اقتصاد اسلامی، ترجمه: عباس عرب مازار، سازمان برنامه و بودجه ایران، تهران، ۱۳۷۶.

- «مروری بر الگوهای اقتصاد اسلامی»، ترجمه: حسین میرمعزی، نشریه اقتصاد اسلامی، ش ۲۱، بهار ۱۳۸۵.[۱۳]
- «دین و اقتصاد: نظام اقتصادی اسلام و علم تحلیل اقتصاد اسلامی»، ترجمه: حسین میرمعزی، نشریه اقتصاد اسلامی، ش ۱۸، تابستان ۱۳۸۴.[۱۴]
- «بررسی مقایسه ای درآمدهای عمومی دولت در صدر اسلام و امروز»، مترجم: موسی حسنی، مجله اقتصادی خرداد و تیر، مرداد و شهریور ۱۳۸۳، ش۳۱،۳۲،۳۳،۳۴.[۱۵]